# حزب ویش زلمیان
- ویش زلمیان WHEESH ZALMEYAN
- |در سال ۱۳۲۶ مطابق به ۱۹۴۷ میلادی روشنفکران و مشروطه خواهان افغان پس از سال‌ها مبارزه اولین حزب علنی را بنام  ویش زلمیان (جوانان بیدار)  تأسیس نمودند.  . این حزب در کابل قندهار و جلال‌آباد فعالیت داشتند موسسین و فعالین این حزب عبارت بودند  از عبدالروف بینوا، گل پاچا الفت، فیض محمد انگار، نور محمد ترکی، غلام حسین صافی، محمد رسول پشتون، عبدالشکور رشاد، عبدالهادی توخی، محمد انور خان اچکزائی قاضی بهرام خان، غلام جیلانی خان، قاضی عبدالصمد، فتح محمد ختگر، نورمحمد قاضی خیل، محمد ابرهیم خواخوزی، محمد ناصر لعل پوری، صوفی ولی محمد، اقا محمد کرزی، محمد موسی شفیق؛ غلام محمد پوپل، محمد طاهر صافی، قیام الدین خادم، ارسلا سلیمی، نیک محمد پکتائی، صدیق اله رشتین، عبدالعزیز خان، عبداخالق واسعی، محمد علی خان، نور احمد خان شاکر، محمد رسول مسلم، محمد حسین ریدی، عبدالرزاق فراهی، محمد نور خان علم، مولوی عبیداله صافی، گل شاه صافی، ظهوراله خان همدرد، محمد شریف قاضی، عبدالمنان دردمند، ملیا، عبدالصمد ویسا، محمد علی برکی، و دیگران بوده‌است. این حزب در دوره ۷ و ۸ مبارزات پارالمانی ۵ نفر نماینده داشت.

نشریه این حزب بنام ویش زلمیان بود که توسط پنجاه تن از شاعران و نویسندگان همرای میشد . مدیر این مجله شاغلی عبدالروف بینوا بود. خلقی‌ها مدعی اند که مؤسس ویش زلمیان نور محمّد تره کی بود و این حزب در منزل او واقع در "چهار دهی" کابل، با شرکت عده‌ای از روشنفکران تأسیس شد. ویش زلمیان در طی دو دهه نشرات بنام‌های  انگار با مدیریت فیض محمد انگار،  ولس با مدییت گل پاچالفت ویش زلمیان به مدیریت عبدالروف بی نوا بود.
دستگیر پنجشیری می‌نویسد که نخستین جلسه گروه ویش زلمیان بعد از کنگر ه مؤسس در منزل میر محمد صدیق فرهنگ دایر شد که در آن جلسه میر غلام محمد غبار نیز به عضویت این گروه درآمد. از این که نخستین جلسه حزبی در منزل میر محمد صدیق فرهنگ دایر شد، چنین بر می‌آید که آقای فرهنگ از ابتدا عضو ویش زلمیان بوده‌است. پنجشیری می‌افزاید در سومین جلسه که در پغمان دایر شد غبار و فرهنگ هر دو از گروه ویش زلمیان جدا شدند و این جدایی به علت نفوذ پشت پرد ه عبدالمجید زابلی و سردار محمد داوود در رهبری این گروه بود. 
هنوز دیری نگذشته بود که در حزب مسایل زبا نی و ملیت گرائی بروز کرد. گروه نام حزب را ویش پشتون نام نهادن که سازمانده ان صدیق اله رشتین بود. در سال ۱۳۳۰ ه ش اعضا حزب ویش زلمیان قندهار خود را از ویش زلمیان منفک و نام حزب خویش را اخوت ماندن. در کنار سایر احزاب حزب بنام دموکراتیک ملی که سازمان ده ان خانواده سلطنتی بود در مسایل پارلمانی مداخله صریح نمودند چنانچه عبداشکور خان رشادکه نماینده مردم قندهار تعین گردید بود حکومت وقت به عوض ان بدون رأی وکلا عبدالغفور خروتی را به مسند نشاند که اعضای حزب صدای اعتراض را بلند نمودند.دولت جابر وقت به دستگیری اکثریت اعضا حزب ویش زلمیان  آغاز نمود. اکثر اعضای این حزب  به معیادهای نا معلوم در زندان باقی ماندند بعضی تبعید و بعضی در زندان جان سپردند. در زمان صدارت داود خان سانسور این حزب صادر شد. و از صحنه سیاسی خارج شد.

## پیوند به این مقاله
- نورمحمد تره‌کی
- ببرک کارمل

## منبع
- افغانستان در مسیر تاریخ جلد دوم صفحات ۲۳۹ -۲۴۲ نوشته میر غلام محمد غبار سال چاپ ۱۹۹۹ ایران قم
- ویش زلمیان نوشته احسان لمر در وبگاه افغان جرمن

http://www.afghan-german.net/upload/Tahlilha_PDF/ehsan_lmar_wish_zalmayan.pdf
- دستگیر پنجشیری  ــ  کتاب ظهور و زوال حزب دموکراتیک خلق افغانستان، ص ۱۱۴.
- توهین به تاریخ و نهضت مشروطیت سوم نوشته و نقد احسان عمر در وبگاه کابل نات

http://www.kabulnath.de/Sale-e-Iejazdaoum/Shoumare-245/ehsan%20lemar.html